# Rhodometra excaecaria
Rhodometra excaecaria là một loài bướm đêm trong họ Geometridae.